# Texas County (Missouri)
Das Texas County ist ein County im US-amerikanischen Bundesstaat Missouri. Im Jahr 2020 hatte das County 24.487 Einwohner und eine Bevölkerungsdichte von 8 Einwohnern pro Quadratkilometer. Der Verwaltungssitz (County Seat) ist Houston, das nach der gleichnamigen Stadt in Texas benannt wurde.

## Geografie
Das County liegt im mittleren Süden von Missouri auf dem Ozark-Plateau und ist etwa 80 km von Arkansas entfernt. Es hat eine Fläche von 3054 Quadratkilometern, wovon 2 Quadratkilometer Wasserfläche sind. An das Texas County grenzen folgende Nachbarcountys:
| Laclede County | Pulaski County, Phelps County | Dent County    |
| Wright County  |                               | Shannon County |
| Douglas County | Howell County                 |                |

## Geschichte
Das Texas County wurde 1845 gebildet. Benannt wurde es nach der Republik Texas.

## Demografische Daten
Nach der Volkszählung im Jahr 2010 lebten im Texas County 26.008 Menschen in 9523 Haushalten. Die Bevölkerungsdichte betrug 8,5 Einwohner pro Quadratkilometer.
Ethnisch betrachtet setzte sich die Bevölkerung zusammen aus 93,6 Prozent Weißen, 3,4 Prozent Afroamerikanern, 0,7 Prozent amerikanischen Ureinwohnern, 0,3 Prozent Asiaten sowie aus anderen ethnischen Gruppen; 1,8 Prozent stammten von zwei oder mehr Ethnien ab. Unabhängig von der ethnischen Zugehörigkeit waren 1,6 Prozent der Bevölkerung spanischer oder lateinamerikanischer Abstammung.
In den 9523 Haushalten lebten statistisch je 2,52 Personen.
22,0 Prozent der Bevölkerung waren unter 18 Jahre alt, 60,0 Prozent waren zwischen 18 und 64 und 18,0 Prozent waren 65 Jahre oder älter. 48,0 Prozent der Bevölkerung war weiblich.
Das jährliche Durchschnittseinkommen eines Haushalts lag bei 31.552 USD. Das Prokopfeinkommen betrug 15.790 USD. 21,5 Prozent der Einwohner lebten unterhalb der Armutsgrenze.

## Ortschaften im Texas County
Citys
| - Cabool - Houston - Licking | - Mountain Grove1 - Summersville2 |

Villages
- Plato
- Raymondville

Unincorporated Communities
| - Bendavis - Bucyrus - Clara - Elk Creek - Ellis Prairie - Eunice - Evening Shade | - Grogan - Hartshorn - Huggins - Kimble - Maples - Palace - Roby | - Simmons - Solo - Sherrill - Success - Tyrone - Upton - Yukon |

1 – überwiegend im Wright County

2 – teilweise im Shannon County

## Gliederung
Das Texas County ist in 17 Townships eingeteilt:
| Township         | Einwohner (2010) | FIPS     |
| ---------------- | ---------------- | -------- |
| Boone Township   | 323              | 29-07246 |
| Burdine Township | 3336             | 29-09766 |
| Carroll Township | 1056             | 29-11548 |
| Cass Township    | 1268             | 29-11854 |
| Clinton Township | 1652             | 29-15022 |
| Current Township | 294              | 29-17848 |
| Date Township    | 474              | 29-18334 |
| Jackson Township | 1233             | 29-36170 |
| Lynch Township   | 1463             | 29-44660 |

| Township           | Einwohner (2010) | FIPS     |
| ------------------ | ---------------- | -------- |
| Morris Township    | 798              | 29-50042 |
| Ozark Township     | 476              | 29-55820 |
| Pierce Township    | 463              | 29-57476 |
| Piney Township     | 4770             | 29-57890 |
| Roubidoux Township | 1819             | 29-63290 |
| Sargent Township   | 383              | 29-66026 |
| Sherrill Township  | 5608             | 29-67520 |
| Upton Township     | 592              | 29-75292 |
|                    |                  |          |